# 이크티오스테가
이크티오스테가(Ichthyostega; 물고기 지붕)는 후기 데본기 (파메니안절, 3억 7400만년에서 3억 5900만 년 사이의 시기)에 살았던 초기 네발동물의 한 속이다. 화석기록에 나타나는 최초의 네발동물 중 하나인 미치류에 속한다. 이크티오스테가는 허파와 사지를 가지고 있었으며, 이것은 늪지대의 얕은 물 속을 이동하는 데 도움이 되었을 것이다. 의심할 여지 없이 양서류의 체구와 습성을 가지고 있지만, 따져보면 좁은 의미에서의 양서류에는 속하지 못한다. 최초의 좁은 의미에서의 양서류는 석탄기에 출현했다. 다른 초기 네발동물 및 근연종인 물고기가 20세기 말에 발견되기 전에는 물고기같은 꼬리와 아가미, 그리고 양서류같은 두개골과 팔다리를 가진 이크티오스테가가 어류와 네발동물 사이의 유일한 중간화석으로 간주되었다.

## 역사와 분류

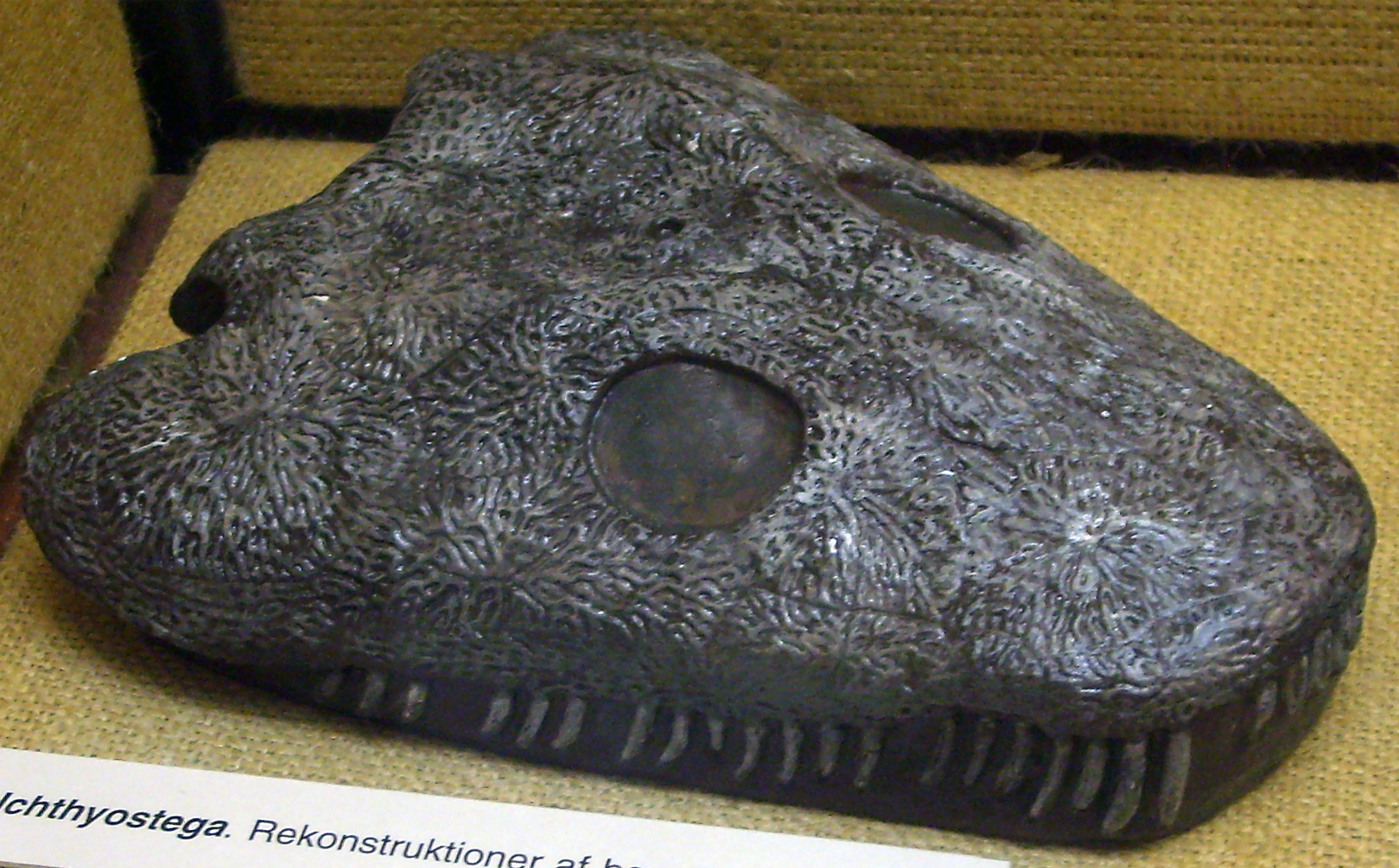
코펜하겐 지질박물관의 이크티오스테가 두개골 복원 모형

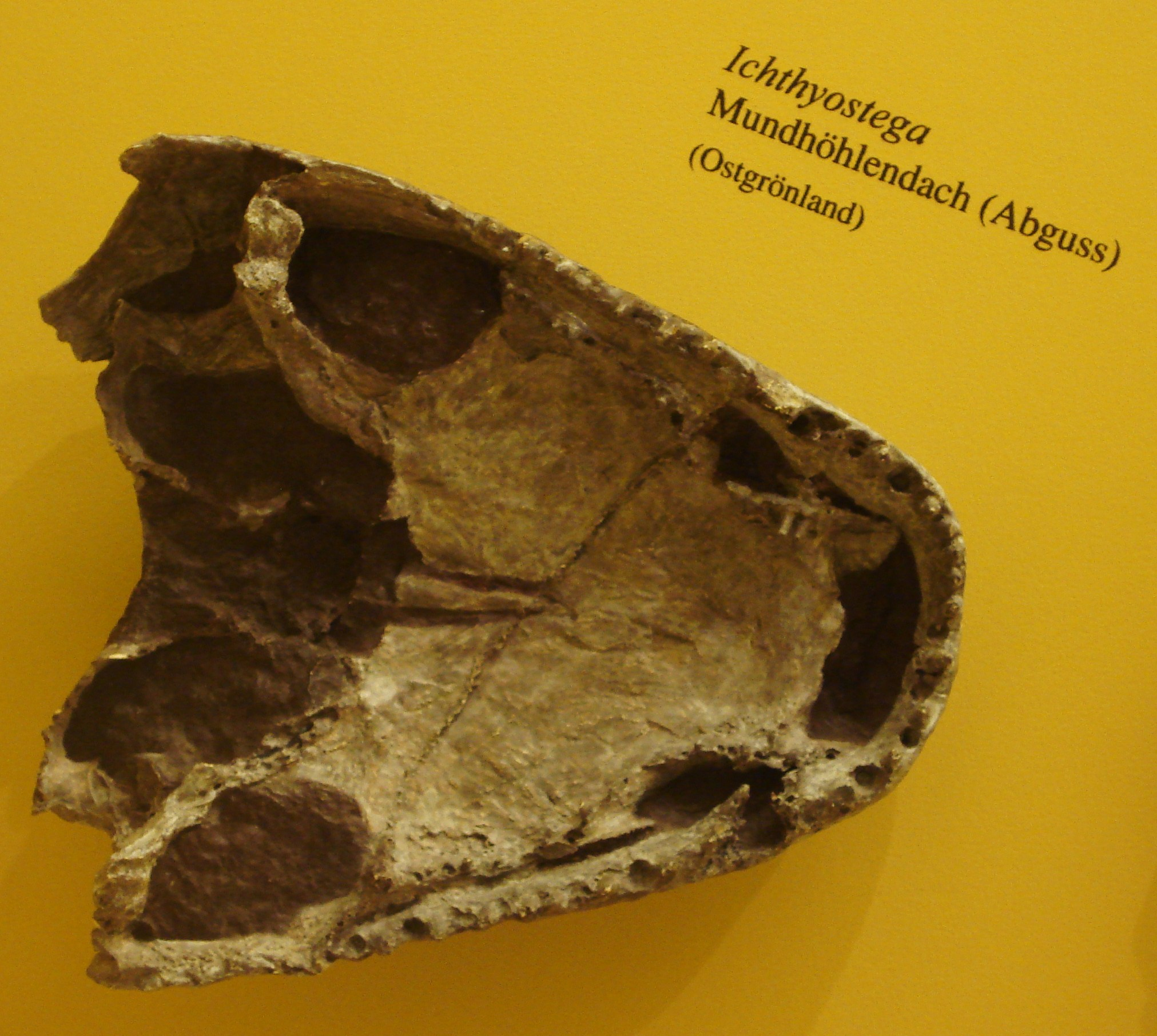
두개골의 아랫면

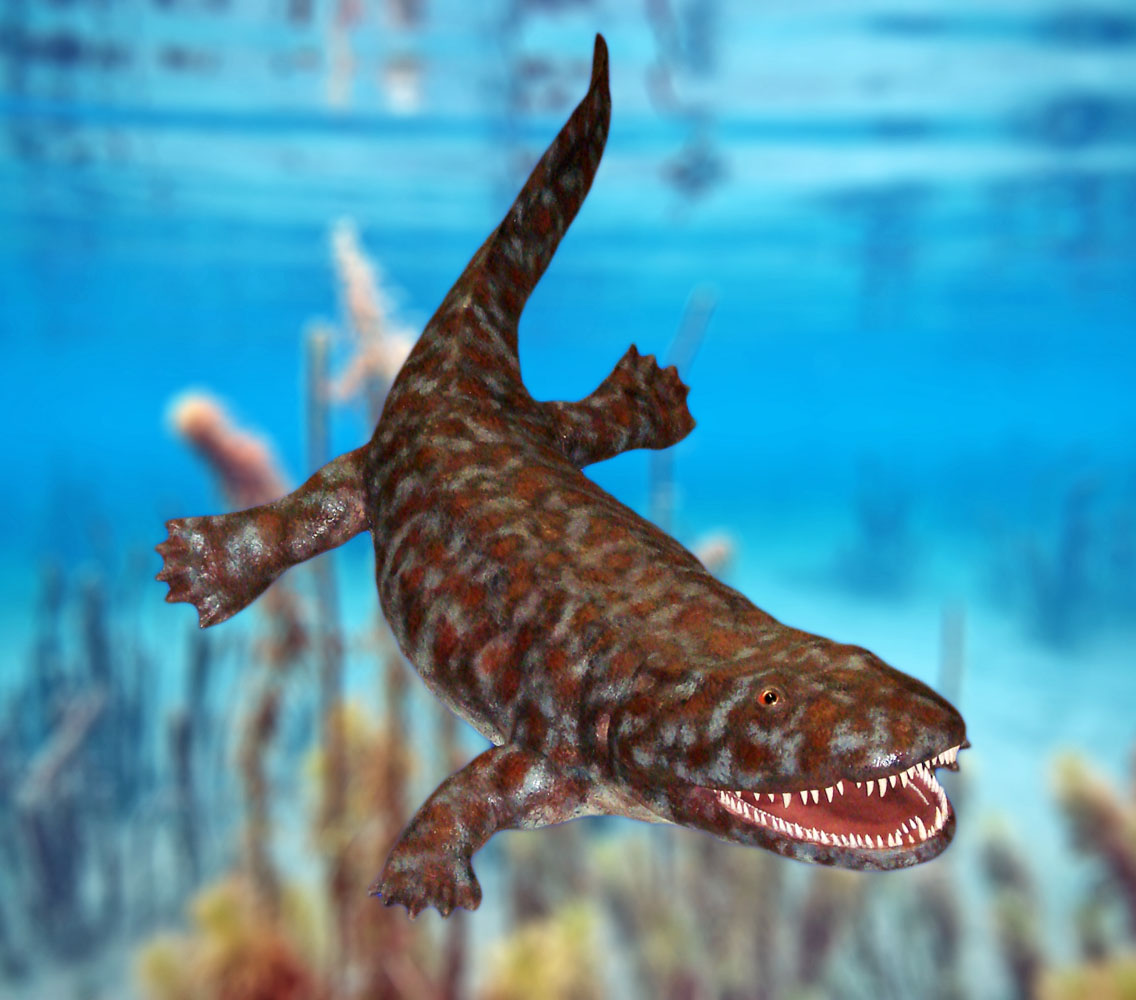
이크티오스테가 복원 모형

1932년에 군나르 새비-소더베리(Gunnar Säve-Söderbergh)가 동 그린랜드의 상부 데본기 지층에서 발견된 네 종의 이크티오스테가와 한 종의 이크티오스테곱시스 (I. wimani)를 기술했다. 이 종들은 형태가 현저히 다르지 않기 때문에 현재는 모두 같은 종으로 간주되어 I. stensioei 만 있는 것으로 볼 수도 있다. 두개골의 비율, 두개골의 구멍 및 뼈의 패턴이 조금씩 다르다. 1931년에 동 그린랜드 탐사에서 수집된 14 개의 표본들이 비교연구되었으며 1933년과 1955년에 추가로 표본들이 수집되었다.
이크티오스테가 속은 역시 동 그린랜드에서 발견된 아칸토스테가 군나르아이와 가까운 관계이다. 이크티오스테가의 두개골은 아칸토스테가보다 더 물고기처럼 생겼지만 어깨와 골반의 이음뼈 형태는 더 튼튼하고 땅 위의 생활에 더 잘 적응된 것처럼 보인다. 이크티오스테가는 또한 흉곽을 더 잘 지탱할 수 있는 갈비뼈와 더 강한 척추뼈를 가지고 있었다. 이 특징들이 이크티오스테가에서 독립적으로 진화한 것인지는 논쟁의 여지가 있다. 하지만 이크티오스테가가 엘기네르페톤(Elginerpeton)이나 오브루키이크티스(Obruchevichthys) 등과는 달리 때때로 땅 위에 올라왔던 것만은 분명해 보인다.

## 특징

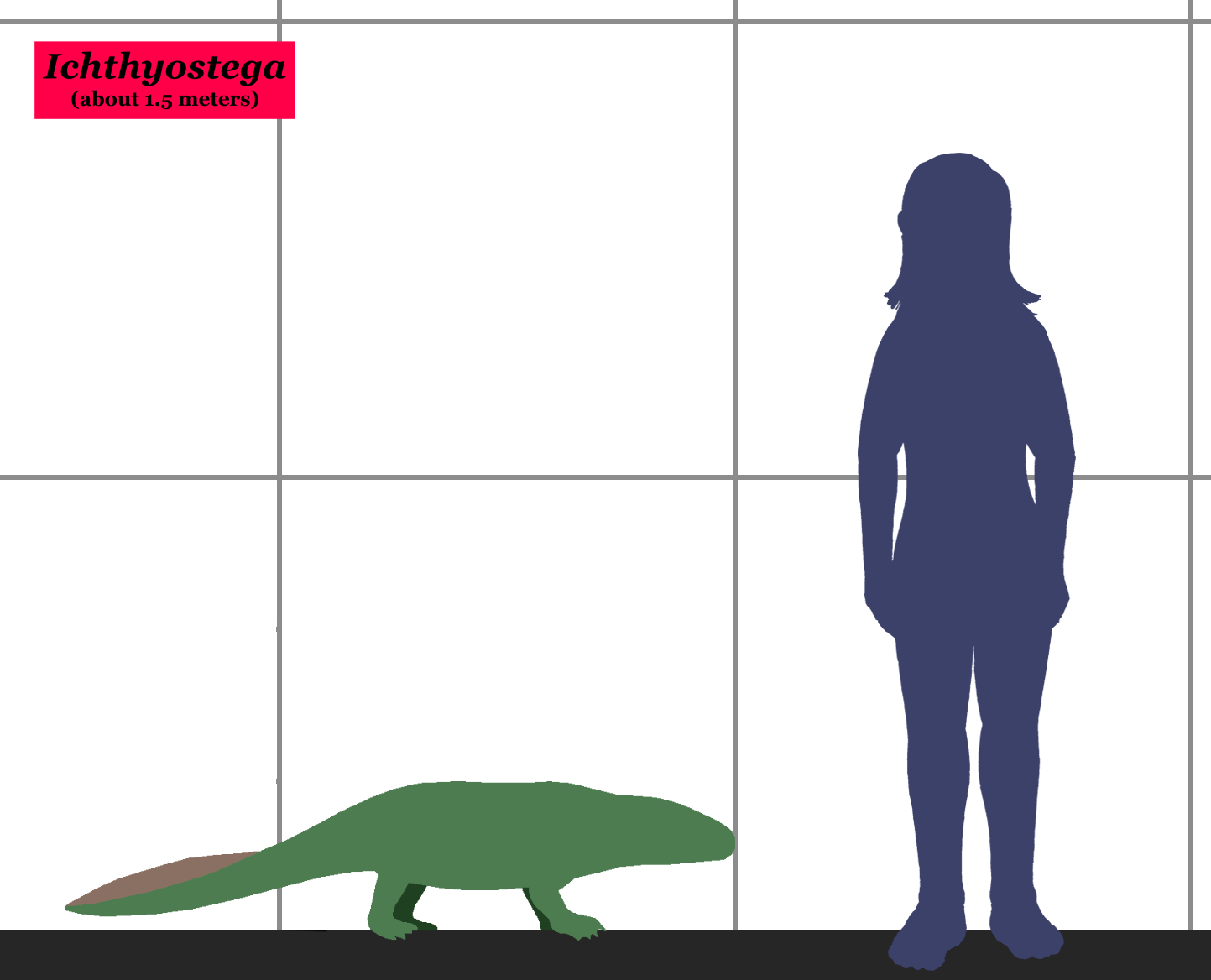
사람과 비교한 이크티오스테가의 크기

이크티오스테가는 넓은 몸을과 150~200cm의 몸길이를 가진 상당히 큰 동물이었다. 두개골은 납작했고 눈은 하늘을 향해 있었으며 큰 미치류의 이빨을 가지고 있었다. 두개골의 뒤쪽에는 아가미덮개가 아가미를 보호하고 있었다. 스피라클은 눈 뒤에 있는 이와(otic notch) 안쪽에 위치하고 있었다.
네 다리는 동시대의 근연종들에 비해 컸고 뒷다리에는 각 일곱 개 씩의 발가락이 있었다. 앞다리의 발가락 개수는 화석이 발견되지 않았기 때문에 정확히 알려져 있지 않다. 꼬리에는 지느러미를 가지고 있었다.

## 육상생활에 적응

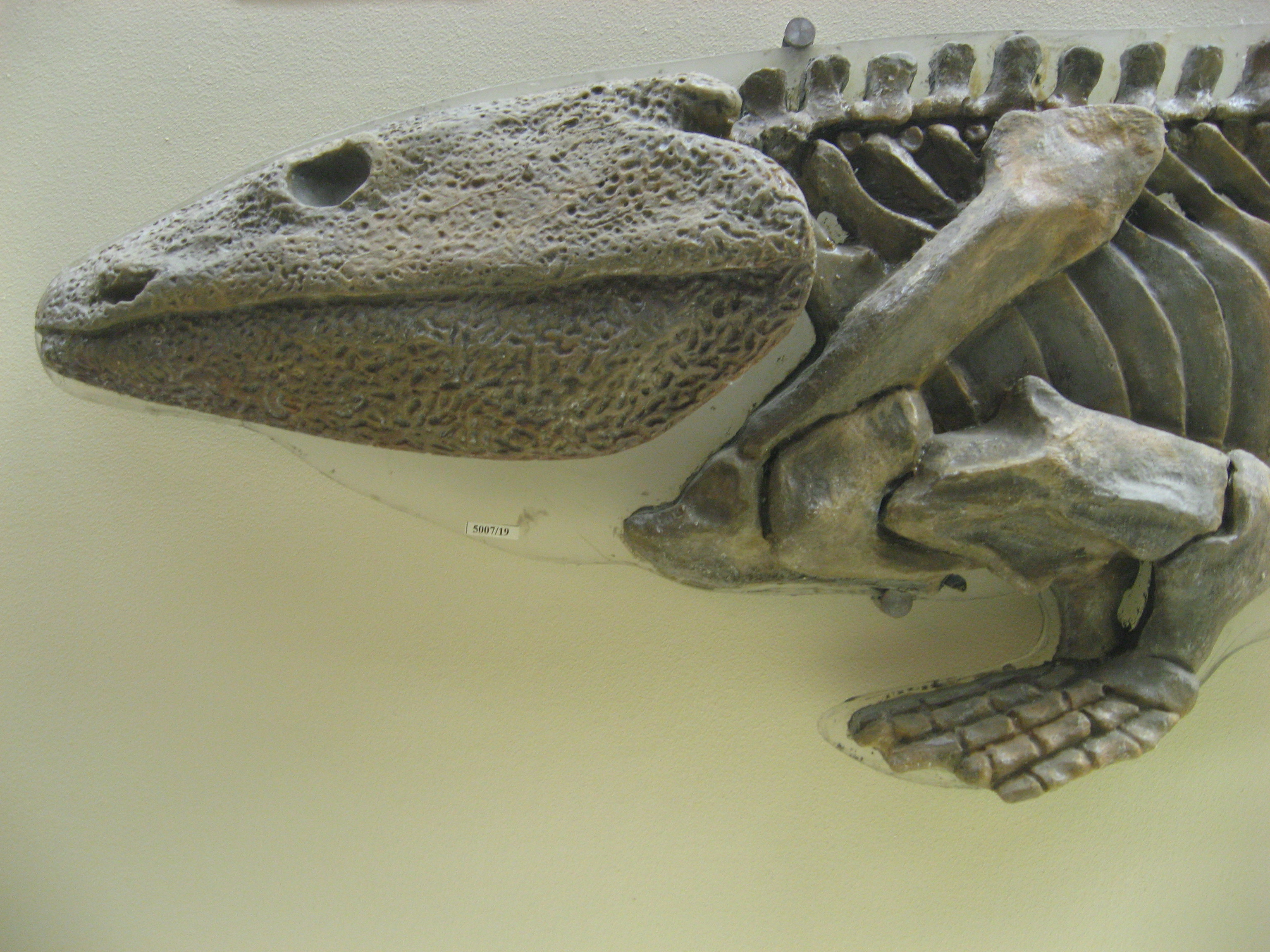
모스크바 고생물학 박물관의 이크티오스테가 골격

이크티오스테가나 아칸토스테가 같은 초기 네발동물은 육상생활에 점점 더 적응해갔다는 측면에서 육기어류(예를 들어 유스테놉테론이나 판데리크티스 등)와 차이가 있다. 육기어류는 허파를 가지고 있었지만 산소를 얻기 위해서는 주로 아가미를 사용했다. 이크티오스테가는 호흡을 위해서 주로 허파에 의존했던 것으로 보인다. 초기 네발동물의 피부는 육기어류와 달리 체내의 액체를 보존하여 탈수로부터 자신을 보호했다. 육기어류들은 몸과 꼬리를 이용하여 추진력을 얻고 지느러미로 균형을 잡은 반면 이크티오스테가는 네 다리를 이용해 이동했으며 꼬리로 균형을 잡았다.
- 판데리크티스, 얕은 진흙탕에 적응;
- 틱타알릭 땅 위에서 움직일 수 있는 다리처럼 생긴 지느러미;
- 잡초가 많은 늪지에 살던 초기 네발동물:{{unordered list

후기 데본기 척추동물의 종분화. 수중생활을 하는 육기어류의 후손은 - 유스테놉테론 같은 - 는 다음과 같은 일련의 적응을 보여주었다. 육기어류의 후손에는 실러캔스와 같이 바다에 사는 육기어류도 포함된다.

다 자란 이크티오스테가의 몸크기(1.5~2m)로는 육상에서 이동하기가 힘들었을 것이다. 이크티오스테가의 커다란 흉곽은 서로 겹쳐있는 갈비뼈로 만들어져 있었고 강력한 골격구조, 빳빳한 척추를 가지고 있었으며 앞다리는 물에서 몸을 끌어낼 수 있을 정도로 힘이 셌다. 이런 해부학적 변화들은 분명히 땅 위에서 움직일 때 부력이 작용하지 않는다는 점을 해결하기 위해 진화한 것이다. 뒷다리는 앞다리보다 작았고 성체의 몸무게를 모두 지탱할 수는 없었을 것이다. 또 넓고 서로겹쳐있는 갈비뼈때문에 몸을 옆으로 움직이지도 못했다. 앞다리는 몸을 위쪽으로, 그리고 앞으로 밀 수 있을 정도의 움직임이 가능해서 양 앞 다리를 (교대로가 아니라) 동시에 움직여 마치 망둑어 나 물개처럼 평지에서 몸을 끌면서 이동할 수 있었을 것이다. 앞다리가 회전운동을 할 수는 없었기 때문에 전형적인 사족보행은 불가능했다.
제니퍼 클랙은 이크티오스테가와 그 근연종들이 오늘날 갈라파고스의 바다이구아나나 가리알 악어처럼 체온을 올리기 위해 햇볕을 쬐었을 것이라고 제안한다. 몸을 식히거나 음식을 찾고 생식을 하기 위해 물로 돌아갔을 것이다. 최소한 상체를 물에서 끌어내기 위해 강력한 앞다리가, 현생 악어처럼 배를 깔고 햇볕을 쬐기 위해 튼튼한 흉곽 및 척추가 필요한 생활형태였다. 새로운 연구에 의하면 어린 개체는 성체보다 물 속에서 더 많은 시간을 보냈을 것이며 이크티오스테가가 물 밖으로 나가는 것은 완전히 다 자란 성체뿐이었을 것이라고 한다.
초기 육상 네발동물의 점액으로 덮인 알은 물 밖에서는 살아남지 못했을 것이므로 생식을 위해 물도 여전히 필요했다. 유생 단계의 생활과 체외수정을 위해서도 마찬가지였다. 대부분의 육상 척추동물들은 이후부터 두 가지의 체내수정 방법을 발달시켜왔다. 양막동물과 몇몇 양서류에서 보이는 직접적인 방법과 많은 도롱뇽에서 볼 수 있는 것과 같이 정자주머니를 땅에 놓아 암컷 도롱뇽이 집어갈 수 있게 하는 간접적인 방법이다.
땅 위에서 제대로 걸어다닐 수 있는 능력을 갖춘 양서류 에리옵스처럼 템노스폰딜과 안트라코소어들이 이크티오스테갈리아(엘기네르페톤, 아칸토스테가, 이크티오스테가 등)의 뒤를 이었다. 2002년까지는 이 두 그룹 사이에 2000만 년의 간격 (로머의 간격)이 있었다. 2002년에 하부 미시시피기 지층에서 3억 5000만 년 전의 화석인 Pederpes finneyae가 보고되어 이 간격을 줄여 주었다. 이것은 육상에서 제대로 이동할 수 있었던 최초의 네발동물이다.